# Cuộc oanh kích Dhuusamareeb
Cuộc oanh kích Dhuusamareeb diễn ra ngày 1 tháng 5 năm 2008, khoảng 3:00 sáng giờ địa phương khi hoặc một số máy bay hoặc tàu của Hoa Kỳ ngoài khơi mở cuộc tấn công bằng tên lửa vào các mục tiêu tại vùng Dusamareb (hay Dhuusamarreeb) miền trung Somalia. Cuộc tấn công nhằm vào nhóm phiến quân Hồi giáo Al-Shebab.
Có 11 người thiệt mạng trong cuộc tấn công, trong số đó có hai lãnh đạo dân quân và năm dân thường. Theo các phát ngôn viên thành phần nổi dậy, các nhà lãnh đạo Hồi giáo bị thiệt mạng gồm có Aden Hashi Farah và Sheikh Muhyadin Omar. Các cuộc tấn công san bằng một ngôi nhà đá, nơi Aden Hashi Farah đang ở và giết 30 người khác, ba người khác bị thương.

## Phản ứng
Bob Prucha, một phát ngôn viên quân đội Mĩ, xác nhận có một cuộc tấn công của Hoa Kỳ nhắm vào một "mục tiêu al-Qaeda được biết đến" và lãnh đạo dân quân.
Chính phủ Somalia do phương Tây hậu thuẫn cố dập tắt một cuộc nổi dậy song các phiến quân nói rằng cái chết của Ayro sẽ không cản bước họ. "Ngay cả khi Ayro đã tử vì đạo, niềm tin của ông ấy vẫn tiếp tục sống. Những người ông ấy đã huấn luyện và chỉ bảo sẽ tiếp tục chiến đấu," phát ngôn viên Mukhtar Ali Robow của al-Shabaab nói.
Paul Salopek, viết trên báo Chicago Tribune trong một bài viết có tựa đề "Mĩ dường như thất bại cuộc chiến tranh bí mật của mình tại Somalia"', ghi nhận rằng mugahid đã thề sẽ giết tất cả người ngoại quốc tại Somalia để đáp trả.